# Divize D 2018/2019
V soubojích 54. ročníku Moravskoslezské divize D 2018/19 (jedna ze skupin 4. nejvyšší soutěže) utkalo 16 týmů každý s každým dvoukolovým systémem podzim–jaro. Tento ročník odstartoval v sobotu 4. srpna 2018 úvodními  3 zápasy 1. kola a celého ročníku. Tato sezona skončila v sobotu 15. června 2019 zbývajícími dvěma utkáními 29. kola a celého ročníku.

## Nové týmy v ročníku 2018/19
- Z MSFL 2017/18 nesestoupilo do Divize D žádné mužstvo.
- Z Divize E 2017/18 přešlo mužstvo FK Nové Sady.
- Z Přeboru Jihomoravského kraje 2017/18 postoupilo vítězné mužstvo TJ Sokol Lanžhot a mužstvo FC Dosta Bystrc-Kníničky (4. místo).
- Z Přeboru Zlínského kraje 2017/18 nepostoupilo žádné mužstvo.
- Z Přeboru Vysočiny 2017/18 postoupilo vítězné mužstvo AFC Humpolec.

## Nejlepší střelec
Nejlepším střelcem ročníku se stal Antonín Plichta z FSC Stará Říše, který vstřelil 23 branky ve 29 startech.

## Konečná tabulka
| Poř. | Tým                            | Z  | V  | R | P  | VG  | OG | B  |
| ---- | ------------------------------ | -- | -- | - | -- | --- | -- | -- |
| 1.   | FK Blansko                     | 30 | 26 | 3 | 1  | 102 | 23 | 81 |
| 2.   | FC Slovan Rosice               | 30 | 22 | 5 | 3  | 81  | 20 | 71 |
| 3.   | FSC Stará Říše                 | 30 | 19 | 4 | 7  | 84  | 31 | 61 |
| 4.   | TJ Sokol Tasovice              | 30 | 17 | 7 | 6  | 75  | 34 | 58 |
| 5.   | FC ŽĎAS Žďár nad Sázavou       | 30 | 16 | 5 | 9  | 56  | 38 | 53 |
| 6.   | TJ Sokol Lanžhot (N)           | 30 | 16 | 3 | 11 | 66  | 34 | 51 |
| 7.   | FC Spartak Velká Bíteš         | 30 | 13 | 4 | 13 | 58  | 60 | 43 |
| 8.   | TJ Slavoj TKZ Polná            | 30 | 12 | 6 | 12 | 52  | 57 | 42 |
| 9.   | TJ Slovan Bzenec               | 30 | 11 | 6 | 13 | 47  | 56 | 39 |
| 10.  | FC Strání                      | 30 | 9  | 9 | 12 | 41  | 46 | 36 |
| 11.  | SK Tatran Ždírec nad Doubravou | 30 | 9  | 6 | 15 | 28  | 51 | 33 |
| 12.  | FK Nové Sady                   | 30 | 7  | 6 | 17 | 32  | 80 | 27 |
| 13.  | MSK Břeclav                    | 30 | 6  | 7 | 17 | 35  | 70 | 25 |
| 14.  | AFC Humpolec (N)               | 30 | 6  | 6 | 18 | 32  | 66 | 24 |
| 15.  | FC Slovan Havlíčkův Brod       | 30 | 5  | 6 | 19 | 33  | 79 | 21 |
| 16.  | FC Dosta Bystrc-Kníničky (N)   | 30 | 1  | 7 | 22 | 20  | 97 | 10 |

Poznámky:
- Z – Odehrané zápasy; V – Vítězství; R – Remízy; P – Prohry; VG – Vstřelené góly; OG – Obdržené góly; B – Body; (S) – Mužstvo sestoupivší z vyšší soutěže; (N) – Mužstvo postoupivší z nižší soutěže (nováček)

|  | Postup do MSFL 2019/20                         |
|  | Přechod do Divize E 2019/20                    |
|  | Sestup do Přeboru Jihomoravského kraje 2019/20 |
|  | Sestup do Přeboru Kraje Vysočina 2019/20       |
|  | Sestup do Přeboru Zlínského kraje 2019/20      |